# Подчаший

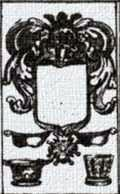
Герб подчашего.

Подча́ший (пол. podczaszy; лат. pocillator, subpincerna) — придворная должность, виночерпий, вначале был помощником и заместителем чашника, а позднее стал более значимым. Обязанностью подчашего было подавать беседующему королю напитки, предварительно их попробовав, и надзирать за напитками за королевским столом. Подчашего пожизненно назначал король.

## В Великом княжестве Литовском и Речи Посполитой
В Великом княжестве Литовском должность подчашего известна с 1288 года и была очень почётной. Её занимали лишь представители знатнейших родов, как и должность начальника подчашего — чашника. Со временем должность стала номинальной, то есть не связанной с выполнением каких-либо обязанностей. Существовали также надворный и земской чашники. Земской подчаший впервые упоминается в 1318 году. При Казимире Великом, подчаший назывался по латыни «subpincerna», а в 1496 году именовался «pocillator».
Подчаших было двое — Великий коронный Литвы и Великий литовский, по престижности, эта должность находилась после стольника и перед великим кравчим. Земские подчашие считались в Короне между стольником и подсудком, в Литве между писарем и чашником.

## В Московском государстве
Обер-шенк (от нем. Oberschenk — «хранитель вин») — придворный чин II класса в России, введенный в 1723 году. До Петра I должность называлась «кравчий».